# 제47회 세자르상
제47회 세자르상은 2022년 2월 25일에 열린 시상식이다.

## 수상 및 후보

### 작품상
- 로스트 일루전 - 자비에 지아놀리 수상
- 알린, 더 보이스 오브 러브 - 발리에리 르메르시
- 아네트 - 레오 카락스
- 더 스트롱홀드 - 세드릭 히메네즈
- 레벤느망 - 오드리 디완
- 오노다, 정글에서 보낸 10 000일 - 아더 하라리
- 더 스트롱홀드 - 세드릭 히메네즈
- AMERICA - Giacomo Abbruzzese
- Antelopes - Maxime Martinot
- LA FIN DES ROIS - Remi Brachet
- 말빅 - 이스마엘 조프로이 샹두티

### 감독상
- 아네트 - 레오 카락스 수상
- 알린, 더 보이스 오브 러브 - 발리에리 르메르시
- 레벤느망 - 오드리 디완
- 로스트 일루전 - 자비에 지아놀리
- 오노다, 정글에서 보낸 10 000일 - 아더 하라리
- 티탄 - 쥘리아 뒤쿠르노

### 남우주연상
- 피스풀 - 브느와 마지멜 수상
- 더 레스트리스 - 다미엔 보나드
- 아네트 - 아담 드라이버
- 더 스트롱홀드 - 질 를르슈
- 나이트 닥터 - 빈센트 맥케인
- 균열 - 피오 마르마이
- Black Box - Pierre Niney

### 여우주연상
- 알린, 더 보이스 오브 러브 - 발레리 르메르시에 수상
- 더 레스트리스 - 레일라 벡티
- 균열 - 발레리아 브루니 테데스키
- UNE FEMME DU MONDE - Laure Calamy
- 베네데타 - 비르지니 에피라
- 홀드 미 타이트 - 비키 크립스
- 프랑스 - 레아 세이두

### 남우조연상
- 로스트 일루전 - 벵상 라코스테 수상
- 더 스트롱홀드 - 프랑수아 시빌
- 로스트 일루전 - 자비에 돌란
- 더 스트롱홀드 - 카림 르클로
- 알린, 더 보이스 오브 러브 - 실베인 마셀

### 여우조연상
- 균열 - Aissatou Diallo Sagna 수상
- 로스트 일루전 - 잔느 발리바
- 로스트 일루전 - 세실 드 프랑스
- 주둥이들 - 아델 에그자르코풀로스
- 알린, 더 보이스 오브 러브 - 다니엘 피초드

### 신인남우상
- 로스트 일루전 - 벤자민 부아쟁 수상
- 슈프림 - 산도르 푼텍
- 사랑과 욕망에 관한 이야기 - Sami Outalbali
- 비트 - Thimotee Robart
- 파리 13쓰 디스트릭트 - Makita Samba

### 신인여우상
- 레벤느망 - 아나마리아 바토로메이 수상
- 슬라롬 - 노에이 아비타
- 로스트 일루전 - Salome Dewaels
- 티탄 - 아가트 루셀
- 파리 13쓰 디스트릭트 - Lucie Zhang

### 각본상
- 오노다, 정글에서 보낸 10 000일 - 아더 하라리 외 1명 수상
- 알린, 더 보이스 오브 러브 - 발리에리 르메르시 외 1명
- 아네트 - 론 멜 외 1명
- Black Box - Yann Gozlan 외 2명
- 균열 - Catherine Corsini 외 1명

### 각색상
- 로스트 일루전 - 자비에 지아놀리 외 1명 수상
- 더 어큐제이션
- 레벤느망 - 오드리 디완 외 1명
- 파리 13쓰 디스트릭트 - 자크 오디아르 외 1명
- 홀드 미 타이트 - 마티유 아말릭

### 촬영상
- 로스트 일루전 - 크리스토퍼 보칸 수상
- 아네트 - 카롤린느 샹페띠에
- 파리 13쓰 디스트릭트 - 폴 길옴
- 오노다, 정글에서 보낸 10 000일 - 톰 하라리
- 티탄 - 루벤 임펜스

### 의상상
- 로스트 일루전 - 피에르-장 라로크 수상
- 알린, 더 보이스 오브 러브 - 캐서린 레터리어
- 아네트 - 파스칼린 샤반느
- 딜리셔스: 프랑스 최초의 레스토랑 - 매들린 폰테인
- 에펠 - 티에리 델레트

### 음향상
- 아네트 - Erwan Kerzanet 외 4명 수상
- 알린, 더 보이스 오브 러브 - Olivier Mauvezin 외 3명
- Black Box - Nicolas Provost 외 2명
- 로스트 일루전 - Francois Musy 외 2명
- 비트 - Mathieu Descamps 외 2명

### 편집상
- 아네트 - 넬리 퀘티어 수상
- 더 스트롱홀드 - 사이먼 자케
- Black Box - Valentin Feron
- 균열 - Frederic Baillehaiche
- 로스트 일루전 - 시릴 나카체

### 음악상
- 아네트 - 론 멜 외 1명 수상
- 더 스트롱홀드 - 기욤 루셀
- Black Box - Philippe Rombi
- 파리 13쓰 디스트릭트 - 론
- 더 벨벳 퀸 - 워렌 엘리스 외 1명

### 미술상
- 로스트 일루전 - 리통 뒤피에-끌레망 수상
- 알린, 더 보이스 오브 러브 - 엠마뉴엘 듀플레
- 아네트 - 플로리안 산손
- 딜리셔스: 프랑스 최초의 레스토랑 - Bertrand Seitz
- 에펠 - 스테판 타일라손

### 단편영화상
- 원 엔드 싸우전드 나이츠 - 엘리 지라르 수상
- Tender Age - Julien Gaspar-Oliveri
- 더 디파처 - 새드 하미히
- DES GENS BIEN - Maxime Roy
- SOLDAT NOIR - Jimmy Laporal-Tresor

### 애니메이션상 - 단편
- FOLIE DOUCE, FOLIE DURE - MARINE LACLOTTE 수상
- 엠티 플레이시스 - 제프리 드 클리시
- 더 월드 위드인 - 쟝-찰스 핀크 외 1명
- 줄리와 에밀 - 폴 마

### 외국어영화상
- 더 파더 - 플로리안 젤러 수상
- 6번 칸 - 유호 쿠오스마넨
- 드라이브 마이 카 - 하마구치 류스케
- 퍼스트 카우 - 켈리 라이카트
- 사랑할 땐 누구나 최악이 된다 - 요아킴 트리에
- 저스트 6.5 - 사에드 루스타이
- 페러렐 마더스 - 페드로 알모도바르

### 시각효과상
- 아네트 - 기욤 퐁다르 수상
- 알린, 더 보이스 오브 러브 - 세바스쳔 레임
- 에펠 - OLIVIER CAUWET
- 로스트 일루전 - ARNAUD FOUQUET 외 1명
- 티탄 - 마샬 발랑콘

### 데뷔작품상
- 비트 - 뱅상 마엘 카르도나 수상
- 가가린 - 파니 리에타르 외 1명
- 더 스웜 - 저스트 필리포트
- 더 벨벳 퀸 - 마리아 아미그에트
- 슬라롬 - 샬린 파비에

### 다큐멘터리상
- 더 벨벳 퀸 - 마리아 아미그에트 수상
- 애니몰 - 시릴 디옹
- 비걸 댄 어스 - 플로어 배서
- DEBOUT LES FEMMES ! - Gilles Perret 외 1명
- 갈란트 인디즈 - 필리프 베지아

### 애니메이션상
- 더 서밋 오브 더 갓 - 파트릭 암베르 수상
- 이븐 마이스 빌롱 인 헤븐 - 데니사 그림모바 외 1명
- 남매의 경계선 - 플로랑스 미알레

### 세자르 기념일
- 조시앙 발라스코 수상
- 미셀 블랑 수상
- 마리 안 샤젤 수상
- 크리스티앙 클라비에 수상
- 제라르 쥐노 수상
- 띠에리 레미띠 수상
- Bruno Moynot 수상

### 세자르 고등학생상
- 아듀 - 알베르 뒤퐁텔 수상

## 같이 보기
- 제34회 유럽 영화상